# Monocàrpia

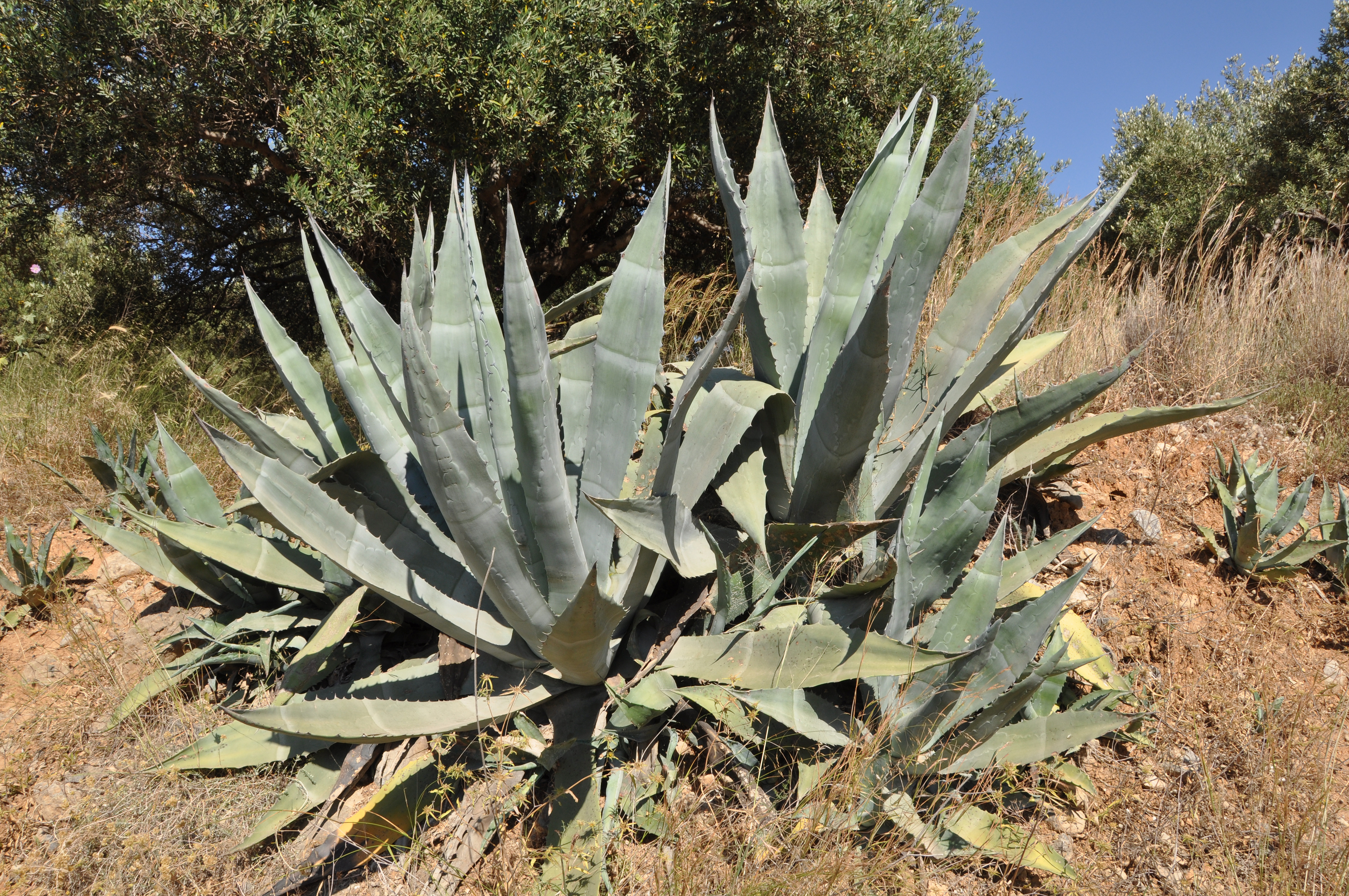
Agave americana és una planta monocàrpica

Les plantes monocàrpiques són aquelles que floreixen, formen les llavors i després moren. El terme va ser utilitzat per primera vegada per Alphonse Pyrame de Candolle.
El seu antònim és policàrpia, o sia, una planta que floreix i forma llavors moltes vegades durant la seva vida. Les plantes que floreixen en massa (gregàriament) abans de morir es coneixen com a plietesials.
La planta pot viure diversos anys abans que floreixi. La floració no produeix per si sola la mort de les plantes, però la producció de fruits i llavors produeix canvis dins de les plantes que condueixen a la mort. Aquests canvis són induïts per substàncies químiques que actuen com a fitohormones, redirigint els recursos de les plantes des de les arrels i les fulles fins a la producció de fruits i o llavors.
L'Agave americana en el gènere Agave, algunes bromel·lars terrestres del gènere Puya, Tillandsia utriculata, algunes Yucca i molts bambú poden necessitar entre 8 i 20 anys o, en el cas de bambús, fins i tot més de 100 anys per florir i morir. Argyroxiphium i els seus familiars en el gènere Wilkesia poden trigar entre 10 i 50 anys abans de la floració.
Les monocotiledònies que contenen espècies monocàrpiques inclouen Agavaceae, Araceae, Arecaceae, Bromeliaceae, Musaceae i Poaceae. Les dicotiledònies que inclouen espècies monocàrpiques inclouen Acanthaceae, Apocynaceae, Asteraceae i Fabaceae. Se n'han descrit pocs arbusts dicotiledònis amb múltiples espècies de creixement secundari i de ramificació. Els que inclouen espècies de "Strobilanthes", "Cerberiopsis candelabrum", "Tachigali versicolor" i altres espècies de Tachigali.
Sovint, les plantes monocàrpiques poden mantenir-se vives després de la floració si les flors s'eliminen tan aviat com hagin acabat de florir, abans que s'iniciï la formació de llavors o si els brots florals s'eliminen abans que comencin a florir.